# Kampimodromus elongatus
Kampimodromus elongatus är en spindeldjursart som först beskrevs av Oudemans 1930.  Kampimodromus elongatus ingår i släktet Kampimodromus och familjen Phytoseiidae. Inga underarter finns listade i Catalogue of Life.